# Szczecinek
Szczecinek là một thị trấn thuộc huyện Szczecinecki, tỉnh Zachodniopomorskie ở tây-bắc Ba Lan. Thị trấn có diện tích 48 km². Đến ngày 1 tháng 1 năm 2011, dân số của thị trấn là 38977 người và mật độ 804 người/km².